# 戈爾登特賴安格爾
戈爾登特賴安格爾（英語：Golden Triangle）是位於美國新澤西州康登縣的普查規定居民點。

## 人口
根據2020年美國人口普查的數據，戈爾登特賴安格爾的面積為7.54平方千米，當中陸地面積為7.32平方千米，而水域面積為0.22平方千米。當地共有人口4769人，而人口密度為每平方千米632.49人。